# Каспана
Каспана (также Коспана, Каспана-Су; укр. Каспана, крымскотат. Kaspana, Каспана) — маловодная река (балка) в Бахчисарайском районе Крыма, левый приток Качи. Длина водотока — 8,6 км, площадь водосборного бассейна — 21,0 км², уклон реки 36 м/км. В сборнике «Крымское государственное заповедно-охотничье хозяйство им. В. В. Куйбышева» 1963 года у Каспан записаны длина реки 10,0 км, площадь бассейна 27,1 км², высота истока 750 м, устья — 392 м². Название реки исследователи выводят от родоплеменного названия каспан, или тюркского личного имени Кыспана.

## География
Истоки Каспаны находятся на западном склоне горы Кемаль-Эгерек Ялтинской яйлы, на территории Крымского заповедника. По данным «Партии Крымских Водных изысканий» (1916 год) река начинается несколькими родниками: Кемаль-Эгерек на высоте 590 саженей (1259 м), Уянын-Сую — 500 саженей (1067 м) и три родника Мулла-Асан — I, II и III, на высотах, соответственно, 480, 460 и 428 саженей (1024, 981 и 913 м), стекающимя по оврагам, соответственно, Кемаль-Эгерек, Ат-Тайган-Дере и Джин-дере, причём основным истоком реки принято считать Уянын-Сую (он же Мулла-Асан 1) в овраге Джин-дере со среднегодовым дебетом 59 450 вёдер в сутки Река течёт в северо-западном направлении, являясь самым многоводным притоком Качи. У Каспаны, согласно справочнику «Поверхностные водные объекты Крыма», 15 безымянных притоков-балок, длиной менее 5 километров, на современных подробных картах некоторые из них имеют собственные названия: левые, от устья — овраг Буюк-Дере, балка Сулюклю-Коль и овраг Василь-Дере; правые — овраги Белям-Дереси и Тамардах.
Каспана впадает в Качу слева, у бывшего села Шелковичное, в 63,0 км от устья. Водоохранная зона реки установлена в 100 м.